# Марі-Кітня
Марі́-Кітня́ (рос. Мари-Китня, марій. Китне) — присілок у складі Марі-Турецького району Марій Ел, Росія. Входить до складу Марі-Турецького міського поселення.

## Населення
Населення — 310 осіб (2010; 331 у 2002).
Національний склад (станом на 2002 рік):
- марійці — 92 %